# Isiđôrô
Thánh Isiđôrô thành Hispalis (tiếng Latinh: Isidorus Hispalensis; k. 560 – 636) là một học giả và là Tổng giám mục thành Hispalis (Sevilla ngày nay) trong hơn ba thập kỷ. Ông thường được coi là một trong những Giáo phụ sau cùng, và được nhà sử học thế kỷ 19 Montalembert đánh giá là "học giả cuối cùng của thế giới cổ đại".
Giữa thời kỳ suy thoái của văn hóa cổ điển, bạo lực giữa tầng lớp cai trị và nạn thất học, cùng với anh mình là Leander thành Hispalis, Isiđôrô có can dự trong sự cải đạo của người Visigoth theo phái Arius đang nắm quyền sang theo Công giáo. Ông có ảnh hưởng trong triều đình của Sisebut, vị vua người Visigoth của Hispania. Ông cũng đóng vai trò lớn trong các Công đồng Toledo và Sevilla. Ngành lập pháp Visigoth ra đời từ các công đồng này có ảnh hưởng tới sự ra đời của chính quyền đại diện.
Sau khi qua đời, danh tiếng của Isiđôrô vẫn tiếp tục nhờ cuốn Etymologiae, một bách khoa toàn thư xếp theo từ nguyên, chứa đựng các trích dẫn từ các sách vở của thời cổ đại cổ điển mà chúng sẽ bị thất truyền nếu ông không soạn nên cuốn này.